# إليكانيا
إليكانيا بلدية في ولاية ميناس جيرايس في المنطقة الجنوبية الشرقية من البرازيل.